# HARDtalk
HARDtalk — теле та радіопрограма BBC, що транслюється на каналі BBC News, на BBC World News та на BBC World Service.

## Формат
HARDtalk надає «глибінні інтерв'ю з гострими питаннями та делікатними темами, які висвітлюються, коли відомі особистості з усіх верств суспільства говорять про злети та падіння у своєму житті».

## Ведучі та респонденти

### Ведучі
HARDtalk переважно представляє інтерв'юер Стівен Сакур. Серед інших ведучих — Зейнаб Бадаві та Сара Монтегю.
Тім Себастьян був оригінальним ведучим, коли програма була запущена в березні 1997 року

### Вибрані респонденти
HARDtalk взяв інтерв'ю у багатьох громадських діячів, які мають історичне значення, зокрема:
- Мохамад Махатхір
- Петро Порошенко
- Кофі Аннан
- Реджеп Ердоган
- Михайло Горбачов
- Василь Небензя
- Олексій Рєзніков
- Нельсон Мандела

## Спін-оффи

### HARDtalk Extra
HARDtalk Extra — серія «інтерв'ю з людьми з мистецтва та культури», представлена переважно Гевіном Еслером.

### HARDtalk Extra Time
HARDtalk Extra Time — додатковий продукт «глибоких інтерв'ю із зірками, тренерами та потужними посередниками у світі спорту».